# Hans Volckmar
Hans Clausen Volckmar (14. februar 1862 i Kristiansund – 7. oktober 1915 i Vestre Aker) var en norsk redaktør. 
Han blev student 1880, cand. med. 1889, hvorefter han samme år rejste til Amerika, hvor han nedsatte sig som læge i Brooklyn og samtidig skrev i amerikanske og norsk-amerikanske aviser. 
1901 vendte han tilbage til Norge og blev læge på Gjøvik. 
Denne virksomhed forlod han for i februar 1907 at overtage den redaktionelle ledelse af Venstrebladet Dagbladet, partiets hovedorgan i Oslo, som han redigerede indtil sin død.